# Ступишин, Ростислав Дмитриевич
Ростислав Дмитриевич Ступишин (1836 — 1885) — русский писатель.

## Биография
Родился в 1836 году в Спасском уезде Казанской губернии. В 1853 году окончил Первую Казанскую гимназию, после чего поступил на государственную службу, сначала в алатырскую удельную контору, потом в томское губернское правление, но вскоре вышел в отставку. В дальнейшем работал контролёром на двух частных железных дорогах и на табачных фабриках в Киевской губернии. В 1884 году «вышел на пенсию» (жил на сделанные ранее накопления) и поселился в Москве, где год спустя скончался.  

## Творчество
Литературная деятельность Ступишина началась в 1863 году Он напечатал ряд романов, повестей, очерков и статей, главным образом, в следующих периодических изданиях: «Сын отечества», «Северная пчела», «Биржевые ведомости» и «Киевлянин».
В «Сыне отечества» были напечатаны следующие произведения Ступишина: романы — «Сила воли» и «Мечтатели и практики»; повести — «Белица», «Семейная тайна», «Падчерица», «Карьера», «Пылкая любовь», «Две доли», «Катя»; рассказы — «Приказчик», «Повар», «Ямщик», «Маша», «Две жертвы».
В «Северной пчеле»: роман «Дети времени», повесть «Разбитое счастье» и комедия «Брак по расчету». 
Отдельными книгами Ступишиным были изданы:
- Трагедия в пяти действиях «Марфа Посадница, или покорение Новгорода» (Санкт-Петербург, 1870)
- Драма в  стихах «Избрание на царство Михаила Фёдоровича Романова» (в шести картинах; 1870)
- «Полный словарь иностранных слов, вошедших в русский язык» (Киев, 1879)
- «Конек-Горбунок», сказка для детей, подражание сказке П. П. Ершова (Киев, 1880).